# Rüti bei Riggisberg
Rüti bei Riggisberg är en ort i distriktet Bern-Mittelland i kantonen Bern, Schweiz. 
Tidigare var Rüti bei Riggisberg en egen kommun, men den inkorporerades 1 januari 2009 i kommunen Riggisberg.